# Almadrones
Almadrones – gmina w Hiszpanii, w prowincji Guadalajara, w Kastylii-La Mancha, o powierzchni 21,03 km². W 2011 roku gmina liczyła 90 mieszkańców.
Podczas hiszpańskiej wojny domowej miejsce walk 2–3 stycznia 1937, w których uczestniczył batalion im. Jarosława Dąbrowskiego.